# 言語人文学会
言語人文学会（げんごじんぶんがっかい）は、岩手大学人文社会科学部の言語系教員が中心となり創設され、岩手県盛岡市を拠点として言語・人文科学を研究している学会。
事務局を盛岡大学に置いている。

## 趣意
- 言語の研究、言語教育、人文科学の統合的な研究領域の振興の実現[1]

## 事業
- 定期大会（シンポジウム・講演・研究発表）、オンライン研究発表会、会誌の出版など[2]

## 会誌
- 『言語と人間』（オンデマンドとCD-ROMで公刊予定）